# ナヌメア環礁

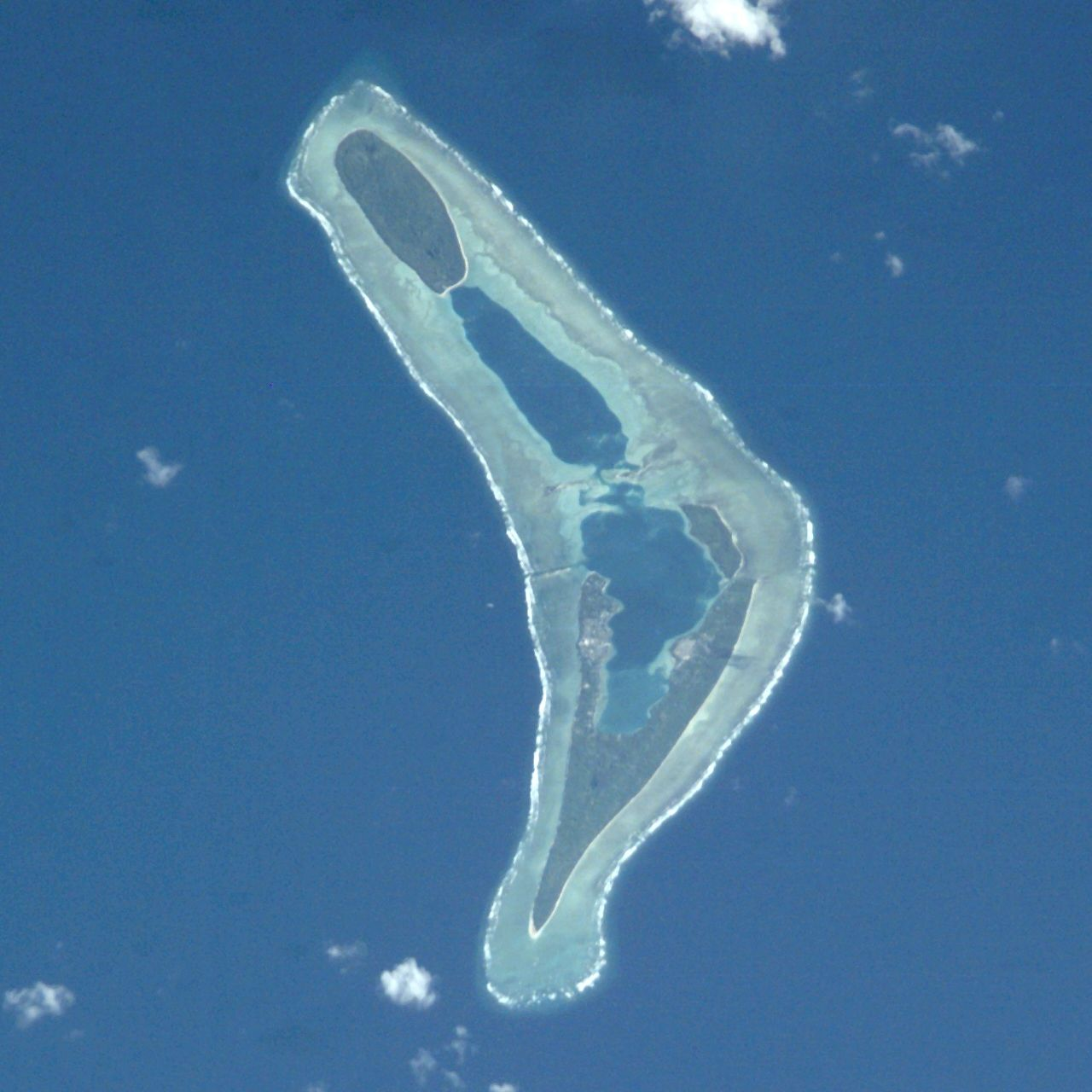
ナヌメア環礁の衛星写真(PD NASA)

ナヌメア環礁（Nanumea）とは、ツバルの最も北西にある環礁。環礁の中には礁湖が形成されている。稀にヌメア環礁とも表記される。
この環礁には少なくとも6個の島があり、そのうち人が住んでいるのはナヌメア本島 (Nanumea proper) とラケナ (Lakena) である。他の島は、レフォガキ (Lefogaki)、テアトゥアアタエポア (Teatua a Taepoa)、テモトゥフォリキ (Temotufoliki) と名称不明の1つの島である。ナヌメア本島は全長が3kmほどある。
これらの島々にはどのように人が島に降り立ったかを説明する伝説がある。パイ (Pai) とヴァウ (Vau) という2人の女性が島に最初に移住してきたが、後に来たテフォラハ (Tefolaha) が島を支配したという。住民はクリスマスにパティ (Pati) という祝日を祝う。パティとは現地の言葉で「テフォラハとイエスの日」の頭文字を取ったものである。
座標: 南緯5度40分58.944秒 東経176度7分39.054秒 / 南緯5.68304000度 東経176.12751500度